# Временный крымский мусульманский исполнительный комитет
Крымский мусульманский исполнительный комитет (КМИК, Временный Крымско-Мусульманский исполком, Мусисполком; крым. Qırım musulman icra komiteti, Къырым мусульман иджра комитети, قريم مسلمان اجرا قوميتتى‎) — организационное общее собрание мусульман Крыма созданное в марте 1917 года, которое было призвано стать одним из шагов на пути к парламенту. Получил признание Временного правительства России. Комитет действовал вплоть до созыва первого Курултая в декабре 1917 года в Бахчисарае.

## Предыстория
Становление одной из первых политических организаций крымскотатарского народа — Татарской партии (более известной как Милли Фирка) происходило в сложный период социальных революций, вспыхнувших в Российской империи в результате Первой мировой войны. В ходе Февральской революции в Симферополе состоялась многотысячная манифестация представителей национального движения под лозунгом «Свобода, равенство, братство и справедливость!». В короткие сроки во всех уголках Крыма возникли местные органы самоуправления. По требованию широких слоев населения и национальной интеллектуальной элиты Таврическое магометанское духовное правление, полностью дискредитировавшее себя продажей вакуфных земель, имущества, беспринципной политической позицией, было упразднено.

## Руководство
- Сеитджелиль Хаттатов — крымскотатарский педагог, политик и просветитель. В результате его агитационной и организационной деятельности 25 марта 1917 года под его председательством состоялся съезд мусульман Крыма.
- Номан Челебиджихан — председатель Крымско-Мусульманский исполком, крымскотатарский политик и общественный деятель;
- Джафер Сейдамет — дипломированный юрист, крымскотатарский политик, идеолог и один из лидеров крымскотатарского народа в начальный период Гражданской войны;
- Асан Сабри Айвазов — крымскотатарский политический и общественный деятель, писатель, литературный критик, публицист, педагог. Один из редакторов газет «Миллет» и «Голос татар»;
- Амет Озенбашлы — крымскотатарский писатель, драматург, общественный и политический деятель. Один из редакторов газет «Миллет» и «Голос татар»
- Али Боданинский — крымскотатарский журналист, просветитель, национальный деятель.
- Айше Исхакова — деятель тюрко-мусульманского женского движения Крыма.

## История
В марта 1917 года в результате проведения агитационной работы и организационных мероприятий, представители всех слоев населения в Симферополе провели съезд под председательством С. У. Хаттатова. На съезде был образован альтернативный выборный политический орган — Временный Крымский Мусульманский Исполнительный Комитет (ВКМИК), получивший признание центрального Временного правительства. Комитет действовал до созыва Курултая в Крыму.
В первый период своей деятельности ВКМИК, проведя несколько съездов, основные усилия сконцентрировал на принятии и выполнении программных документов. Основной задачей было организация местных комитетов и участие в выборах в Учредительное собрание, осуществление реорганизации духовного управления и управления вакуфами, а также проведение реформы системы образования. Одним из важнейших требований программы было признание права наций на самоопределение, введение парламентского правления в Крыму, равенство языков, обязательный референдум при принятии Основных законов. В программе также указывалось на необходимость введения бесплатного и обязательного обучения в начальных классах на родном языке. При этом преподавание в школе должно было находиться вне политики. Важным фактором обеспечения прав мусульман Крыма в работе ВКМИК являлась реализация культурной национальной автономии, которая предполагала полную автономию местному населению во всех делах, связанных с их внутренним бытом и религиозными воззрениями. Автономное управление распространялось на религиозную, культурную, просветительскую сферу, а также на управление вакуфным имуществом.
Почти одновременно с согласия начальника симферопольского гарнизона при Мусисполкоме был создан Военно-революционный комитет под председательством полковника Мемета Енилеева. Это согласие было получено, вероятно, оттого, что официальной задачей комитета являлось единственно материальное обеспечение солдат-мусульман, находившихся в Крыму. На самом же деле он стал ядром вооружённой поддержки Мусисполкома, в дальнейшем многократно усилившейся.
В мае 1917 года во время приезда военного министра Временного правительства А. Ф. Керенского в Севастополь его посетила депутация крымских татар во главе с Н. Челебиевым. Основными их просьбами было возвращение в Крым Крымского конного полка, а также организация ещё одного полка из крымских татар, находящихся в запасных воинских частях. Выслушав депутацию с большим вниманием, Керенский признал требования крымских татар подлежащими удовлетворению и обещал помочь, предложив обратиться к правительству с докладной запиской.
В июне 1917 года представители Мусисполкома отправились в Петроград, где наглядно убедились, что новые правители России способны лишь давать пустые обещания и произносить многословные речи, однако не в состоянии решить ни один из конкретных вопросов. Принявший крымских татар глава Временного правительства князь Г. Е. Львов после 25 минут пустопорожней болтовни заявил, что вопрос не в его компетенции, и отослал делегацию к Керенскому, которого в столице не оказалось.
Также в июне 1917 года были созданы печатные издания: ежедневная газета «Миллет» (на крымскотатарском языке) и ежинедельная газета «Голос татар» (на русском языке).
В июля муфтий Н. Челебиев и командир 1-го крымскотатарского батальона прапорщик Шабаров были арестованы севастопольской контрразведкой по подозрению в шпионаже в пользу Турции. Но под натиском общественности уже 25 июля (7 августа) задержанные были освобождены.
Национально-освободительная борьба крымских татар встретила горячую поддержку и сочувствие со стороны украинской Центральной Рады. Крымскотатарская делегация во главе с одним из лидеров «Милли Фирка» Аметом Озенбашлы официально присутствовала на состоявшемся 8-15 (21-28) сентября 1917 года в Киеве так называемом «Съезде народов Российской республики».
1-2 октября 1917 года (по старому стилю) на съезде представителей крымскотатарских организаций, созванном Мусисполкомом, было принято решение о том, что в сложившейся политической ситуации вопрос о дальнейшей судьбе Крыма должен решать Курултай крымских татар. 20 ноября 1917 года был избран Совет народных представителей (его бойкотировали большевики), в котором крымские татары и украинцы получили по 3 места, а русские (которых было гораздо больше, чем крымских татар и украинцев) только 2 места. Курултай открылся 26 ноября в Ханском дворце в Бахчисарае. Он взял на себя все полномочия Мусульманского исполкома, провозгласил воссоздание Крымской государственности по принципу народной республики, после чего объявил себя парламентом Крымского государства.